# Романюк Мар'ян Антонович
Мар'ян Антонович Романюк (англ. Romanyuk Marian Antonovych, 8 березня 1938, с. Витава, Вінницької обл. — 9 листопада 2000, Ізмаїл) — балетмайстер, засновник ансамбль пісні і танцю «Дністер».

## Біографія
Народився 8 березня 1938 року в с. Витава, Вінницької області. Після закінчення школи навчався у професійно-технічному училищі (ПТУ) в м. Кривий Ріг Дніпропетровської області за фахом зварювальника (1954-55). У 1957-60 рр. проходив військову строкову службу. З 1960 по 1962 роки працював у Дніпропетровському спеціалізованому управлінні «Металургмонтаж». Упродовж років навчання, служби у війську, роботи на підприємстві займається в аматорських танцювальних гуртках.
У 1962-65 рр. навчався у Дніпропетровському театральному училищі на хореографічному відділенні у Заслуженого артиста України Олександра Данічкіна (керівник ансамблю народного танцю «Надзбручанка» Тернопільської обласної філармонії, (1964-85)).
У 1965-67 рр. — методист Тернопільського обласного будинку народної творчості, артист балету професійного ансамблю танцю «Надзбручанка».
З травня 1967 року Мар'ян Романюк працював методистом Заліщицького районного будинку культури. У 1969 р. Мар'ян Романюк та хормайстер Теодор Хмурич (Заслужений працівник культури України (1967)) створили ансамбль пісні і танцю «Дністер». Керівник оркестри — Орест Шатківський, акомпаніятор — Тарас Сорока.
16 грудня 1969 року відбувся перший концерт ансамблю «Дністер» у Заліщицькому будинку культури. 26 грудня 1969 р.— перший виступ на Чернівецькій телестудії, який приніс ансамблю популярність. У подальшій творчій діяльності ансамбль «Дністер» неодноразово брав участь у різних телевізійних програмах та телевізійних конкурсах аматорських колективів зокрема: «Сяйво» (режисер Василь Селезінка), «Сонячні кларнети» (телеведуча цих програм Жанна Одинська) та інші.
Хореографічні постановки Мар'яна Романюка «Обжинки», «Метелиця», «Гуцульський танець», «Аркан» базуються на фольклорних традиціях та обрядових звичаях Буковини та Поділля, вони вирізнялися оригінальністю постановок, яскравістю хореографічного рішення і ліричністю. Поєднання хореографії з хоровим співом та оригінальним музичним супроводом створювало особливий колорит сценічного дійства. У програмі ансамблю «Дністер», окрім українських народних танців, були молдовські «Жайворонок» і «Молдаваняска», угорський танець «Чардаш», російські «Балалайка», «Кадриль» і «Російський сувенір». Для багатьох танців Мар'ян Романюк розробляв ескізи костюмів.
У 1970 році ансамблю пісні і танцю «Дністер» присвоєно звання Народний. З 1972 року керівником і хормейстером Народного ансамблю пісні і танцю «Дністер» став Зіновій Кравчук.
Танцювальна група ансамблю «Дністер» брала участь у щорічних конкурсах танцювальних колективів Тернопільської області «Золота осінь» займаючи призові місця. У червні 1973 Народний ансамбль пісні і танцю «Дністер» брав участь у Всесоюзному конкурсі-фестивалі фольклорних колективів, приуроченому до 50-річчя утворення СРСР, який проводили Міністерство культури СРСР і Виставка Досягнень Народного Господарства (Москва). За результатами конкурсу-фестивалю керівників колективу нагороджено «золотой медалью ВДНХ СССР — За успехи в народном хозяйстве СССР», а учасників колективу спеціальною відзнакою — значком «ВДНХ СССР — Участнику творческого показа» з нагородною книжкою.
Перебуваючи у Москві, ансамбль «Дністер» виступив з повною концертною програмою на телестудії «Останкіно», на Першому загальносоюзному телеканалі, передачі якого транслювалися (на той час) по всій території СРСР.
У період 1-20 серпня 1974 року ансамбль «Дністер» бере участь у Міжнародних фольклорних фестивалях танцю і музики у Франції в містах Олорон-Сент-Марі і Конфолан та гастролює містами півдня Франції.  З 20 до 29 серпня 1974 виступає у Великій Британії на фестивалі в місті Белінґем. Спеціально для міжнародних фестивалів Мар'ян Романюк і Зіновій Кравчук підготували нову програму. На запрошення Романюка хореограф Олександр Данічкін ставить танці «Вихиляс» і «Аркан» та вокально-хореографічну композицію «Надзбручанське весілля».

Виступи Ансамблю показували в телевізійних передачах Antenne-2 (Франція) та ВВС (Велика Британія).
У вересні 1974 року ансамбль «Дністер» стає учасником Фестивалю, який приурочено 50-річчю утворення Молдавської РСР у Тирасполі.
У 1976 році Мар'ян Романюк з сім'єю переїхав до Ізмаїлу Одеської області. У районному Палаці культури спільно з хормайстром Григорієм Вальченком створюють Ансамбль пісні і танцю «Дельта». Через деякий час керівником і хормейстером ансамблю «Дельта» призначають випускника Одеської консерваторії Іоктана Назаровича Григоренка. Ансамбль «Дельта» виступає з концертами по містах Одещини та інших областях України, в Києві на ВДНГ, Молдови та Румунії. Виступає в телепередачах Одеської телестудії.
У 1984 році Мар'ян Романюк переїжджає до Воркути (Автономна республіка Комі). Упродовж 7 років працює шахтарем. Разом з Романюком до Воркути переїжджає Іоктан Григоренко. За сприяння дирекції шахти «Воргашорська» Мар'ян Романюк разом з І.Григоренком створюють ансамбль пісні і танцю «Воргашорка».
У серпні 1993 року Мар'ян Романюк повернувся до Ізмаїлу, в якому мешкав до 2000 року. Помер 9 листопада 2000, похований в м. Козові, Тернопільської області.

## Сім'я
Батько — Антон Романюк (загинув під час війни 1941–1945 рр)

Мати — Цезарина Антонівна Романюк (Собканюк)

Діти — Оксана Романюк (1966), Інна Романюк-Рузіцка (1973), Роман Романюк (1971)

## Постановки
- «Обжинки»
- «Метелиця»
- «Гуцульський танець»
- «Аркан»
- «Жайворонок»
- «Молдаваняска»
- «Чардаш»
- «Балалайка»
- «Кадріль»

## Відзнаки і нагороди
- Ювілейна медаль — 100-річчю з дня народження Леніна, за участь у республіканському фестивалі.
- «Золотая медаль ВДНХ СССР — За успехи в народном хозяйстве СССР», за участь у Всесоюзному конкурсі фольклорних колективів (1973)
- Ювілейна медаль — 50-річчя утворення СРСР
- почесний значок — Відмінний працівник культури СРСР
- дипломи, грамоти та інші відзнаки та винагороди з нагоди ювілейних дат